# Multigonotylus micropteri
Multigonotylus micropteri är en plattmaskart. Multigonotylus micropteri ingår i släktet Multigonotylus och familjen Cryptogonimidae. Inga underarter finns listade i Catalogue of Life.